# 千種アーススクエア
座標: 北緯35度9分42.8秒 東経136度55分29.3秒 / 北緯35.161889度 東経136.924806度
千種アーススクエア （ちくさアーススクエア） は、愛知県名古屋市千種区千種にある都市再開発地区である。

## 概要
都市再生機構がサッポロビール名古屋工場跡地約8.35haに街路を整備して地区をブロック分けし、商業施設・健康関連施設・住宅・インキュベーション施設・都市公園などを整備した再開発地区の名称である。
近くに名古屋大学医学部と名古屋工業大学があることを生かしてインキュベーション施設「名古屋医工連携インキュベータ」を整備したほか、介護付老人ホームやリハビリテーション施設、クリニック、スポーツクラブを開設し、健康関連の施設を重点的に整備したのが特徴であるが、都心そのものではない為、一般的なオフィスビルは建設されず、全体としてはマンションとショッピングセンターが地区の大半を占める形で開発された。
2005年（平成17年）5月27日に「まち開き」の式典を行い、再開発事業は完了している。
各施設の事業者が建物の建設・管理・運営を個別に行っている為、現在は特に「千種アーススクエア」としての管理･運営は行われず、一体となった事業なども行われていない。

## サッポロビール名古屋ビール園 浩養園

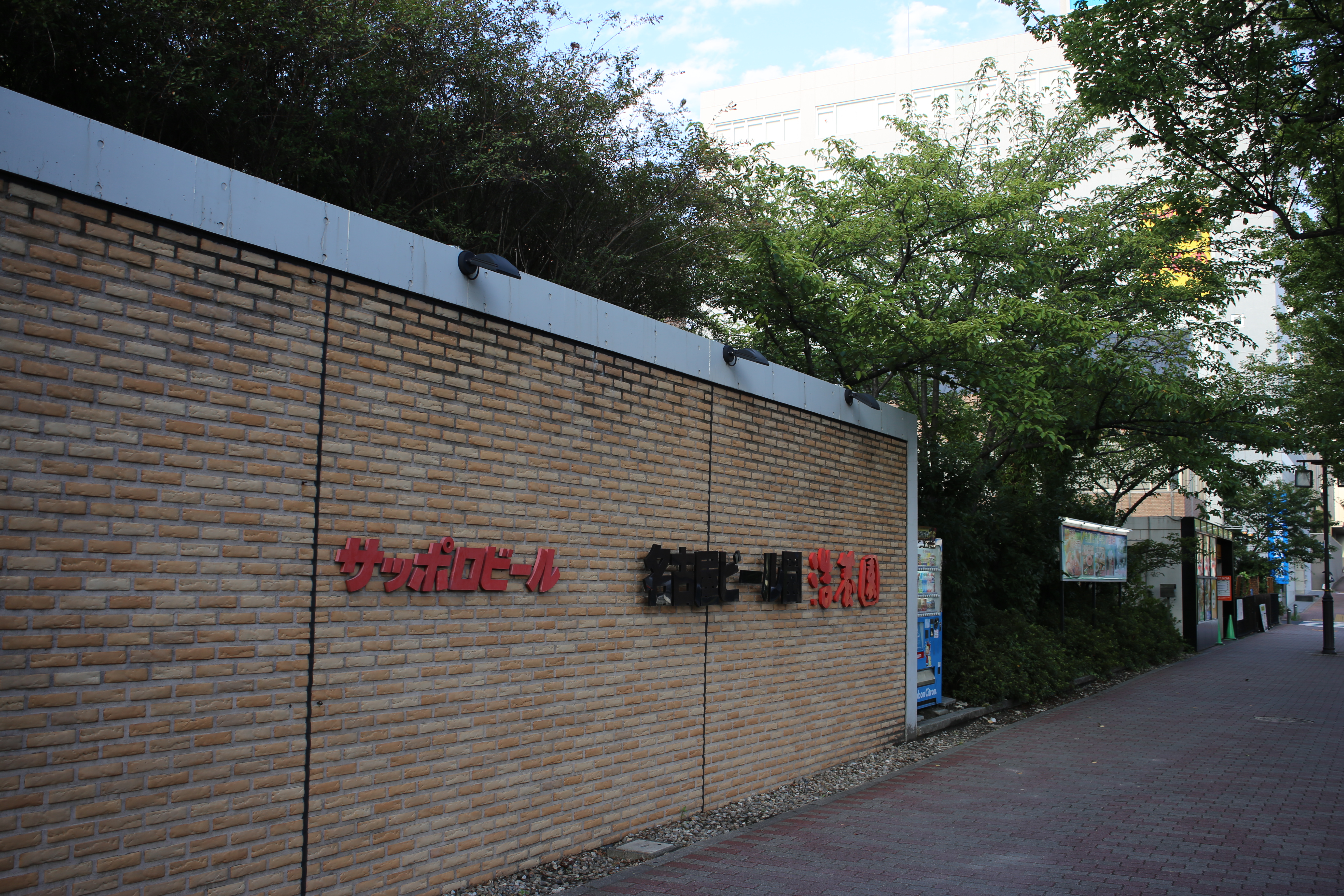
浩養園（2015年8月）

この地がサッポロビール工場であった時代から残る唯一の施設で、現在もサッポロビールグループの飲食店運営企業「サッポロライオン」が運営し、ビール工場の名残を感じさせている。
かつては隣接するビール工場直送のビールが味わえるビアガーデンとして営業していたが、現在は他の工場からビールを取り寄せて営業している。

## イオンタウン千種
千種アーススクエアの商業機能の中核を成す施設としてイオングループが開設。
詳細はイオンタウン千種を参照。

## 名古屋医工連携インキュベータ
独立行政法人中小企業基盤整備機構が開設したインキュベーション施設。
近くに名古屋大学医学部や名古屋工業大学などがあることから医学と工学の双方が関係するライフサイエンス関連のベンチャーを育成することを目的にした施設である。
その為、バイオテクノロジー関連の研究を行う為のウエットラボ（P2実験室含む）を含む実験室41室が整備されている。
実験室の他に、産学連携などの交流のための「交流ラウンジ」や各種の研究会や開発した製品のPRなどに使える「セミナールーム｣、小規模なベンチャーでは確保が難しい「商談室｣や｢会議室｣なども共用施設として設備されている。
セミナーなどを開催して技術面での支援も行うほか、中小企業診断士が常駐して経営面での計画作りへの助言も行い、ベンチャー育成に努めている。
- P2実験室(30㎡) 4室
- 実験室(30㎡、60㎡) 37室（ オフィス利用可）
- オフィス専用(30㎡、60㎡) 5室
- 共用施設：交流ラウンジ、会議室、商談室、セミナールーム

## ソレイユ千種
介護付有料老人ホーム「ソレイユ千種」と糖尿病や生活習慣病の専門医院「ソレイユ千種クリニック」で構成される。
同じ敷地内に建つ「介護老人保健施設 太陽」などと共に医療法人純正会グループが運営している。

### 介護老人保健施設 太陽
通所型の老人福祉施設。詳細は介護老人保健施設 太陽 (名古屋市)を参照。

## メガロス千種
メガロスが運営する総合型のフィットネスクラブ。様々なスポーツが楽しめ、スクールも色々と行われている。

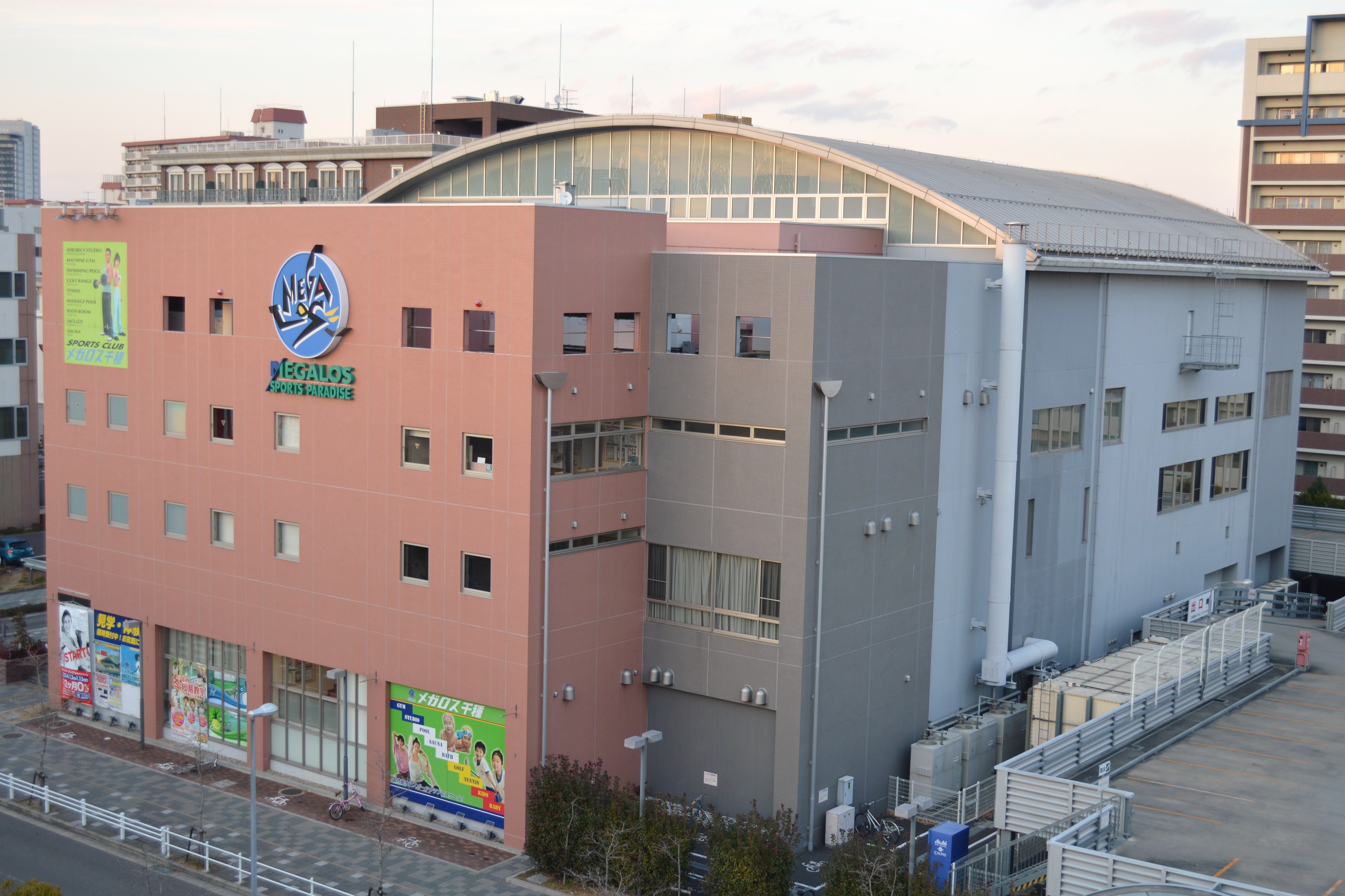
メガロス千種

## 千種タワーヒルズ
この地区で最も高く、シンボルタワーとなっている。
詳細は千種タワーヒルズを参照。

## ロイヤルパークス千種
大和ハウス工業グループが建設･運営する賃貸マンション。
カート(台車)や傘の貸出サービスがあり、隣接するイオンタウン千種から買った品物をそのままカートごと自宅に持ち帰ることが出来るユニークなサービスを行っている。

## ライオンズガーデン千種アーススクエア
この地区にあるマンションの中で唯一の分譲マンションである。

## 高松南公園
ビールの醸造釜をモチーフにしたモニュメントが目印の都市公園。

## 参照
- 建設通信新聞 2005年5月30日 「千種アーススクエア」で「まち開きセレモニー」
- 近代建築2011年6月号
- 都市再生に関する現状 国土交通省（ウェブサイト）
- 都市再生の推進 国土交通省（ウェブサイト）
- 調査報告 - Araki Ryushou Home Page
- 名古屋医工連携インキュベータ